# Balkanica
Balkanica is een geslacht van weekdieren uit de klasse van de Gastropoda (slakken).

## Soort
- Balkanica yankovi Georgiev, 2011